# Kloster Marmoutier (Tours)

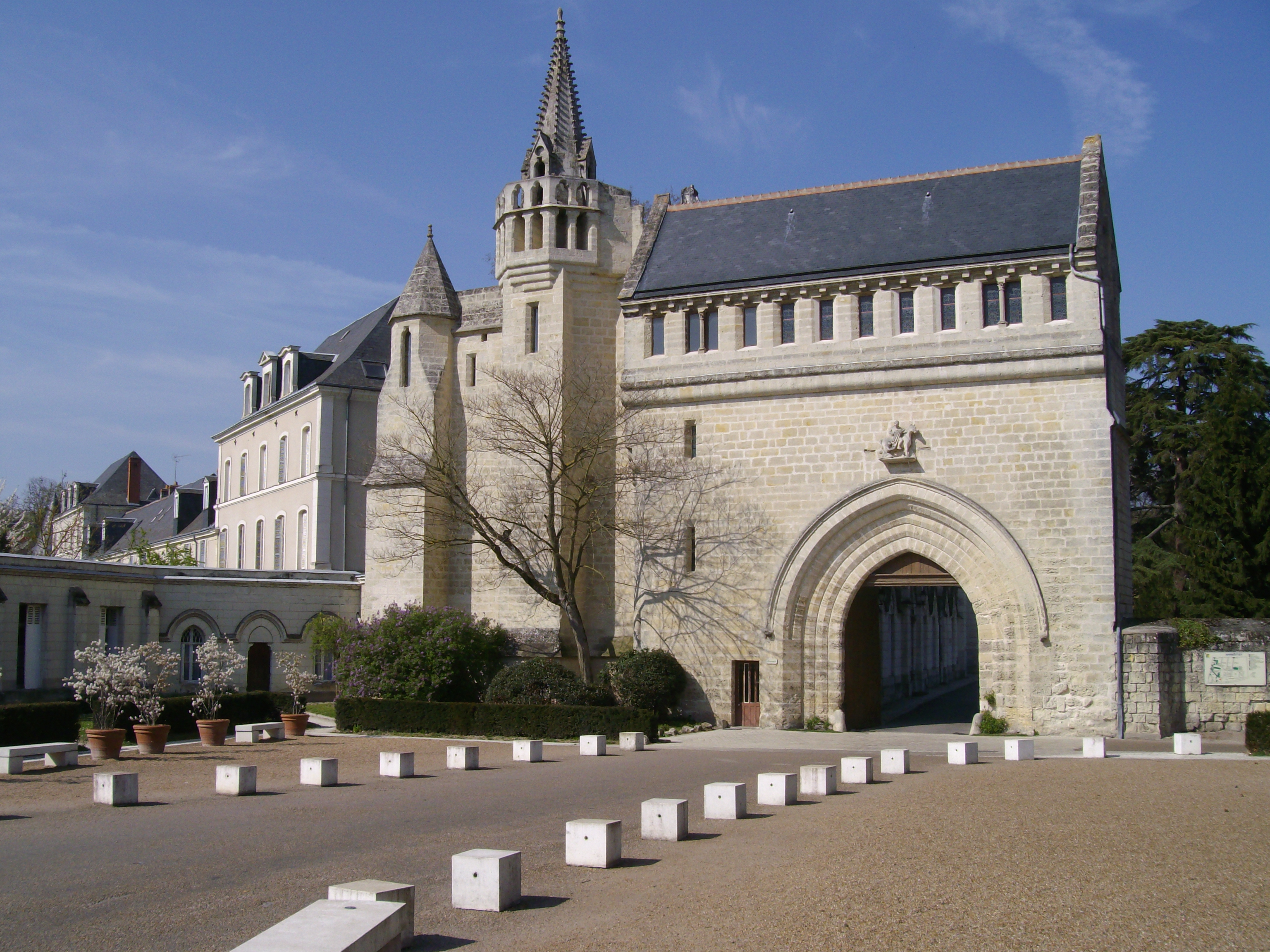
Marmoutier, portail de la crosse

Das Kloster Marmoutier oder Marmoutiers über der Loire östlich von Tours ist der Klostertradition nach vom heiligen Bischof Martin von Tours 372/375 gegründet worden, kurz nachdem er 371 Bischof wurde. Zuvor hatte er sich in die dortigen Höhlen als Einsiedler zurückgezogen, worauf sich um ihn ein Schülerkreis gebildet hatte.
Um 420 starb in der Abtei Marmoutiers der Mönch Sulpicius Severus, der der Nachwelt unter anderem eine Auseinandersetzung zwischen dem Hl. Martin und dem Bischof Brictius von Tours berichtete. Brictius war vom Hl. Martin im Kloster aufgezogen worden und hatte in der Gemeinschaft der Mönche gelebt. Nachdem er zum Priester geweiht worden war, achtete er als Teil des weltlichen Klerus von Tours jedoch die mönchische Lebensweise nicht mehr, woran Martin als Bischof heftige Kritik übte. Dennoch wurde er nach Martins Tod 397 sein Nachfolger als Bischof und erbaute zu dessen Ehren vor den Toren von Tours die erste Kirche.
852 wurde Robert der Tapfere († 866), Graf von Paris, Laienabt des Klosters. 853 wurde das Kloster durch die Normannen verwüstet.
860 konnten sich die Kanoniker des Hl. Martin von Tours in Marmoutier etablieren. Sie wurden aber 982 von Mönchen aus Cluny unter dem Abt Mayeul ersetzt. 996 wurde Graf Odo I. von Chartres und Tours in der Abtei begraben, der das Kloster Mitte der 980er-Jahre in den cluniazensischen Verband entlassen hatte.
Um 1044 trat Gaunilo, Graf von Montigni, genannt auch Gaunilo von Marmoutiers, nach mehreren Unglücksfällen bei Fehden in das Kloster Marmoutier ein, nachdem er Frau und Kinder verlassen hatte. Er führte angeblich mit Anselm von Canterbury eine ihm zugeschriebene schriftliche Auseinandersetzung (Quidam pro insipiente) um dessen Gottesbeweis.
Im 11. und 12. Jahrhundert war die Abtei ein Zentrum der cluniazensischen Reform und verfügte über zahlreiche abhängige Priorate und Pfarreien mit großem Grundbesitz.
Im Jahre 1096 erhielt das Kloster eine neue Kirche und ein Heiligtum, weitere Klostergebäude wurden bis 1312 errichtet.
Ihr Sohn Dauphin Karl VII. hatte die Königin Isabeau de Baviere nach Tours verbannt. Am 2. November 1417 floh sie in das Kloster Marmoutier. Von dort aus bat sie Herzog von Burgund Johann Ohnefurcht, den Mörder ihres Geliebten um Hilfe.
Während der Französischen Revolution wurden die Gebäude als Militärhospital genutzt, danach begann man, das Kloster systematisch zu demontieren. Von den ursprünglichen Gebäuden sind nur noch das Portal mit dem Bischofsstab, das Haus des Priors und die Ringmauer erhalten. Hügelwärts, im Westen der Ringmauer, sieht man ein großes Portal aus dem 18. Jahrhundert, direkt in der Achse der Eingangshalle der Kirche.
Die Gebäude beherbergen heute eine Schule mit Internat, das von Sophie Barat 1847 begründet wurde.

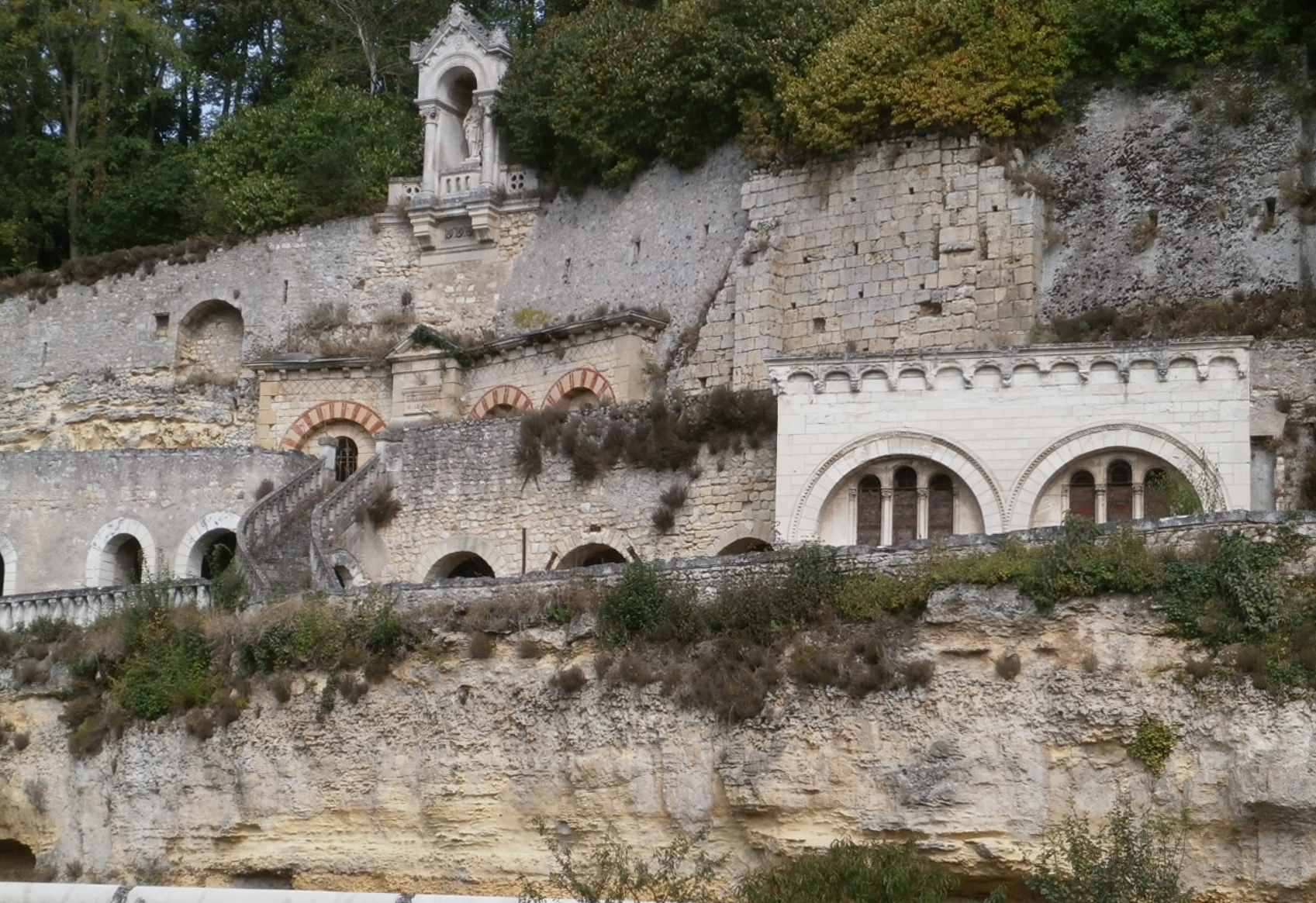
Ehemalige Gräber

Die Kapelle der Siebenschläfer ist eine Grotte im Hügel im Westen des Glockenturmes. Hier waren die sieben Jünger des heiligen Martin, die alle am gleichen Tag gestorben sein sollen, begraben. Die Gräber wurden aus dem Fels geschlagen, 1562 wurden sie zerstört; heute sind sie leer.